# Kurt Haseloff
Kurt Haseloff  (18 mars 1894 à Metz - 30 septembre 1978 à Munich) est un général allemand de la Seconde Guerre mondiale. Relevé de ses fonctions après l’attentat du 20 juillet 1944, le général Haseloff fut rayé des cadres d’active sur décision d’Himmler.

## Biographie

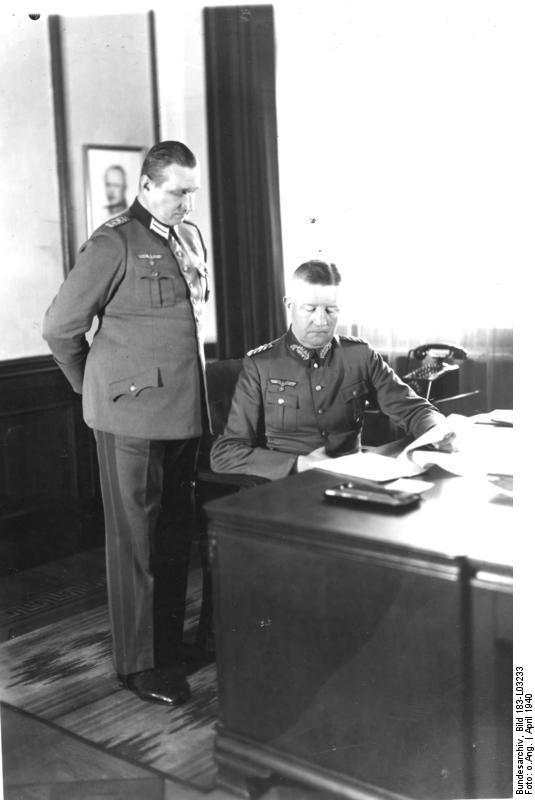
Haseloff, alors colonel, debout derrière le général Friedrich Fromm, 1940

Le général Kurt Haseloff naît le 18 mars 1894, à Metz, une ville de garnison animée d'Alsace-Lorraine. Avec sa ceinture fortifiée, Metz est alors la première place forte du Reich allemand, constituant une pépinière d'officiers supérieurs et généraux. Comme ses compatriotes Hans-Albrecht Lehmann, Theodor Berkelmann et Edgar Feuchtinger, le jeune Kurt se tourne naturellement vers le métier des armes.

### Première Guerre mondiale
Le 3 août 1914, à l’âge de 20 ans, Kurt Haseloff s’engage donc dans le bataillon de tirailleurs de la Garde (de) de la Deutsches Heer, l’armée impériale allemande. Tout d’abord Fahnenjunker-Gefreiter, Haseloff passe rapidement Oberjäger, puis Fähnrich le 22 mars 1915. Nommé Leutnant, sous-lieutenant, le 22 mai 1915, Haseloff restera officier subalterne jusqu’à la fin des hostilités. Il exerce différentes fonctions, sur le terrain, puis comme instructeur à Zossen, Döberitz et Berlin. Kurt Haseloff termine la guerre comme adjutant, aide-de-camp, dans une division de chasseurs.

### Entre-deux-guerres
Après la Première Guerre mondiale, Kurt Haseloff poursuit sa carrière au sein de la Reichswehr, l'armée allemande dont les effectifs sont juridiquement limités à cette époque. Il est promu Oberleutnant, lieutenant, le 1er juillet 1923 au 9e régiment d’infanterie. Le 1er avril 1928, Haseloff est promu Hauptmann, capitaine, le 1er avril 1928.  En novembre 1934, le capitaine Haseloff est promu Major, commandant. Affecté à l'Oberkommando des Heeres, l'état-major des armées, le commandant Haseloff est promu Oberstleutnant, lieutenant-colonel, le 1er août 1937.

### Seconde Guerre mondiale
Lorsque la Seconde Guerre mondiale éclate, Haseloff est toujours chef d’unité à l’état-major des armées. Haseloff est promu Oberst le 1er décembre 1939. Le 1er mars 1941, le colonel Kurt Haseloff est nommé commandant de la 5e Schützen-Brigade, puis commandant de la 5e Panzergrenadier-Brigade à partir du 5 juillet 1942. Promu Generalmajor, général de brigade, le 1er janvier 1943, Kurt Haseloff est affecté de nouveau à l’État-major, où il exerce de hautes fonctions jusqu’au 11 août 1944. Relevé de ses fonctions, après l’attentat du 20 juillet 1944, puis rayé des cadres d’active le 1er février 1945 sur décision d’Himmler, le général Haseloff ne sera finalement pas emprisonné, sauvé par l’avancée des Alliés. 
Kurt Haseloff s'éteindra le 30 septembre 1978, à Munich, en Bavière.

## États de service
- Fahnenjunker-Gefreiter (21 novembre 1914);
- Oberjäger (18 décembre 1914);
- Fähnrich (22 mars 1915);
- Leutnant (22 mai 1915);
- Oberleutnant (1er juillet 1923);
- Hauptmann (1er avril 1928);
- Major (1er novembre 1934);
- Oberstleutnant (1er août 1937);
- Oberst (1er décembre 1939);
- Generalmajor (1er janvier 1943)

## Distinctions
- Eisernes Kreuz 1914, 1re et 2e classe[4];
- Österreichische Kriegserinnerungsmedaille mit Schwertern 3e classe[4];
- Österreichische Silberne Tapferkeitsmedaille[4];
- Ungarische Weltkriegs-Erinnerungsmedaille mit Schwertern
- Ehrenkreuz für Frontkämpfer;
- Kriegsverdienstkreuz (1939)
- Dienstauszeichnung (Wehrmacht) de la 4e à la 1re classes;
- Medaille zur Erinnerung an den 1. Oktober 1938 mit Spange "Prager Burg";
- Spange zum Eisernes Kreuz 1939, 1re et 2e classes;
- Médaille "Winterschlacht im Osten 1941/1942";